# Syzygium album
Syzygium album är en myrtenväxtart som beskrevs av Qing Fang Zheng. Syzygium album ingår i släktet Syzygium och familjen myrtenväxter. Inga underarter finns listade i Catalogue of Life.